# Indovina chi sposa mia figlia!
Indovina chi sposa mia figlia! (Maria, ihm schmeckt's nicht!) è un film del 2009 diretto da Neele Vollmar, tratto dall'omonimo romanzo di Jan Weiler.

## Trama
Jan e Sara sono una giovane coppia, lui tedesco e lei figlia di emigrato italiano, che vive in Germania e ha deciso di sposarsi a breve. Per questo decidono di andare a Campobello, in Puglia, nel paese di origine del padre, per conoscere la famiglia Marcipane.  I giovani non sanno che dovranno scontrarsi con una mentalità arretrata, una burocrazia inetta e una famiglia piena di problemi. Per accontentare i parenti, i ragazzi accettano di sposarsi nel paesino e in chiesa, stravolgendo i loro programmi. Questa decisione, oltre a costringere Sara a tornare in Germania per ottenere la cittadinanza italiana, sarà causa di dissapori con i parenti italiani, con i genitori di lui appena arrivati a Campobello e, addirittura, tra i futuri sposi. Le discussioni tra i due giovani si fanno sempre più frequenti e le distanze sembrano incolmabili, fino a quando Jan decide di annullare tutto e tornare da solo in Germania, mentre Sara, suo malgrado, parte per conto suo. Solo l'intervento del saggio Antonio metterà tutto a posto. I ragazzi si sposeranno in Germania solo in comune, come nei loro programmi originali, mentre Antonio e Ursula rinnoveranno le loro promesse in chiesa per dimenticare i recenti dissapori.

## Produzione

### Cast
Lino Banfi recita il ruolo di Antonio in tedesco, leggendo i copioni per la sua non conoscenza della lingua; per quanto riguarda la versione in italiano, Banfi ha doppiato se stesso.

### Riprese
Il film è stato girato tra Italia (in Puglia nelle città di Gravina e Bari) e Germania (Krefeld e Monaco di Baviera) dal 16 ottobre all'8 dicembre 2008.

## Distribuzione

### Data di uscita
Il film è uscito nelle sale tedesche il 6 agosto 2009. In Italia non è uscito al cinema, ma in prima TV su Canale 5 il 4 luglio 2010.
Le date di uscita internazionali sono:
- 6 agosto 2009 in Svizzera
- 7 agosto 2009 in Austria
- 28 ottobre 2010 negli Stati Uniti d'America (Maria, He Doesn't Like It)